# Nell Brinkley
Nell Brinkley   (Denver, 5 de setembre de 1886 - Estats Units d'Amèrica, 21 d'octubre de 1944) fon una dibuixanta estatunidenca, coneguda com «la Reina del Còmic» per la seua condició de pionera femenina del mitjà.
Nascuda el 1886 a Denver, el 1893 la família es traslladà a Edgewater (Colorado), d'on son pare Robert aplegaria a ser alcalde.
Aficionada al dibuix, Brinkley deixà els estudis secundaris per a treballar com a il·lustradora en The Denver Post i el Rocky Mountain News fins que, el 1907, elmagnat de la comunicació William Randolph Hearst la contractà per al New York Evening Journal. Llavors amb vint-i-un anys, Brinkley es mudà a Nova York i, només un any més tard, s'havia convertit en una personalitat influent dels mitjans de comunicació.
Les «xiques Brinkley» esdevingueren l'ideal femení de moda, com uns anys abans ho havien sigut les «xiques Gibson» dibuixades per Charles Dana Gibson.
Això no obstant, també es va fer coneguda pels dibuixos del juí a Harry K. Thaw, molt mediàtic en l'època, a més de cròniques teatrals i socials il·lustrades, parodiades pel seu company de treball Thomas Aloysius Dorgan Tad en les pàgines consagrades al deport masculí; i, encara que Brinkley era reàcia al còmic com a mitjà, moltes de les seues pàgines entren en la definició del gènere, i també en el moviment del feminisme, ja que Brinkley es feia ressò de celebritats de l'època com la Primera Dama Eleanor Roosevelt, la pilot Amelia Earhart o la seua pròpia heroïna de ficció: la soldat de la Gran Guerra Golden-Eyes.
Casada amb un home dotze anys més jove, al qual havia idealitzat, se'n divorcià l'any 1936 després de constatar que li era infidel: desencantada, l'experiència es traduí en la sèrie What Went Wrong With Love?. En vida, Nell Brinkley influí en moltes autores posteriors, sobretot en Dale Messick i en Trina Robbins, la qual publicà una monografia sobre l'obra i la trajectòria de Brinkley gràcies a la troballa d'una col·lecció de retalls de les pàgines publicades.